# بارك جيهون
بارك جي هون (بالكورية: 박지훈)‏ (مواليد 29 مايو 1999) هو ممثل ومغني كوري جنوبي، اشتهر بفوزه بالمركز الثاني في إنتاج 101 الموسم 2. وأصبح عضو في فرقة واناون. التي أصدرت العديد من الألبومات والاغاني الفردية من 2017 إلى 2019. وحققت المجموعة نجاح باهر. وقد عاد حاليًا للترويج كممثل ومغني منفرد. حيث صنع ترسيمه مع دور رئيسي في الدراما التاريخية ساحة الزهور.

## النشأة والتعليم
ولد بارك جيهون في ماسان، كوريا الجنوبية. وعلى الرغم من انه جاء من مقاطعة غيونغسانغ، عاش جيهون في سول منذ ان كان يبلغ من العمر 7 سنوات. تخرج من المدرسة الوطنية المتوسطة للفنون التقليدية، حيث تخصص في المسرح الموسيقي. تخصص جيهون في فنون البث مدرسة سول للفنون التعبيرية. وتخرج منها سنة 2018. وقبل في جامعة تشونغ انغ قسم المسرح.

## سيرة

### 2006-2017: البدايات
ظهر بارك جيهون لأول مرة كممثل في سن الطفولة، شاركَ في المسرحية الموسيقية "بيتر بان" (2007-2009)،"هارمونيوم في ذاكرتي" (2010) "راديو ستار" (2010-2011)، "جومونغ" (2006-2007)، "الملك وأنا"(2007-2008)، "ابتسامة جبنة كيمتشي"" (2007-2008)، "إلجيما" (2008) وغيره. كما ظهر جي هون سابقا في برنامجِ فرقة SS501 إس أو إس (2006)-(على الرغم من أن وجهه كان غير واضح). في عام 2007، ظهر في "حرب الايدول" برفقة فرقة بيغ بانغ. خلال طفولته، واصل بالعملِ في المسرح الموسيقي، البث التلفزيوني والسينما، وكذلك العمل كَعارض اعلانات.
نشاتاطه أصبحت أقل في سن المراهقة في صناعة الترفيه، حيث بدأ جي هون التدريب ليصبح أيدول تحت وكالة اس ام الترفيهيه وفانتاجيو. ولكن بسبب إصابة في ركبته، لم يستطع أن يترسمَ بفرقة استرو انتقلَ بعدها إلى وكالته الحالية، مارو الترفيهيه.

### 2017 - 2018: إنتاج 101، واناون
في عام 2017، مثلَ جي هون وكالة مارو إنتيرتينمنت في الموسم الثاني من إنتاج 101. اشتهرَّ بشكل مفاجئ بعد أن أصبح يسمى «فتى الغمزة (بالكورية: 윙크 남)» بعدما قام بغمزته الشهيرة في الأغنية الترويجية للبرنامج «انه انا (اخترني)». ونتيجة لذلك، حظت مشاركة جي هون في برنامجِ البقاء باهتمام واسع في وسائل الاعلام، إلى حد أصبحت جملتهٌ الايغيو «أنتم محفوظ في قلبي» (بالكورية: 내 마음 속에 저장) مشهوره على وسائل التواصل الاجتماعي ومنصات البث المختلفة، مما أدى إلى شركات مثل بانيلا Co، كوكا كولا، بانانا ميلك، ميلون وكي تي، إلى استخدامِ عبارته الشهيرة لأغراض التسويق. وعلاوة على ذلك، بدأ جي هون بتلقي العروض من الشركات ليصبحَ عارضا لإعلانات عدة في حين كان لا يزال البرنامج يبثُ.
خلال برماج البقاء «إنتاج 101 الموسم 2»، استمرَ جي هون بألصعود لمراتبة عالية في تصويتات البرنامج. إحتلَ المركز الثاني في الحلقة الاخيرة مما يجعلهُ عذوا في فرقة الفتيان واناون تحت وكالة واي ام سي الترفيهيه.

### 2019 - إلى الوقت الحاضر: أكمل مسيرة التمثيل، ترسم كمنفرد مع ألبومO'Clock، 360، The W، Love Revolution، Message
بعد تفكك واناون في ديسمبر 31 عام 2018، بارك جيهون بدأ مسيرته الفردية مع شركة مارو الترفيهية واقام لقاء المعجبين الأول على الإطلاق PARK JIHOON 2019 ASIA FAN MEETING [FIRST EDITION]' في الرابع من فبراير في قصر السلام الكبير بجامعة كيونغهي في سيول. تبعه لقاء المعجبين في تايباي (2 مارس)، تايلاند (9 مارس)، الفلبين (15 مارس)، هونق كونق (23 مارس)، ماكاو (30 مارس)، واليابان (10 أبريل).
في 26 مارس عام 2019 أفرج جيهون عن ترسيمه المنفرد مع ألبومه الأول O'Clock مع الأغنية الرئيسية "L.O.V.E." وفي شهر إبريل إنضم جيهون لطاقم دراما JTPC التاريخية ساحة الزهور، والتي تم عرضها في 16 سبتمبر. بارك جيهون تلقى الثناء على مهاراته الرائعة في التمثيل وحصل على العديد من التقييمات الإيجابية عن أول دراما له (من بداية حياته المهنية كممثل بالغ). كما تصدر جيهون القوائم وإحتل المركز الأول في فئة الممثلين للمواضيع الساخنة لمدة 8 أسابيع متتالية (موقع God data - Drama Actors Category - Racoi) خلال فترة تمثيله في دراما ساحة الزهور (شهرين).
في ديسمبر 2019 بدأ جيهون عن جولة لقاء المعجبين بعنوان "FANCON ASIA TOUR". إبتداءًا من كوريا الجنوبية، تم تنظيم الجولة لتشمل مدنًا في عدة بلدان بما في ذلك سيول وهيوغو وطوكيو وماكاو وبانكوك وتايبيه وجاكرتا. في 4 ديسمبر 2019، بارك جيهون أصدر ألبومه الموسيقي الثاني بعنوان 360 وأغنيته الرئيسية التي تحمل ذات العنوان.
كما عاد بارك جيهون مع ألبومه المصغر الثالث بعنوان "The W" والأغنية الرئيسية تحمل عنوان "Wing" في 26 من مايو 2020. ترويجات The W تضمنت حضوره راديو Cool FM KBS، كذلك راديو SBS Cultwo،  راديو Noon Hope، كما حضر راديو سونقوون «ايدول منتصف الليل».
تم إختيار جيهون ليقود بطولة دراما KakaoM «ثورة الحب» المقتبسة من ويبتون شهير يحمل نفس الاسم، ولعب دور قونق جويونق، إلى جانب الممثلة لي روبي ويونقون من فرقة ذابويز. تم عرض الدراما في النصف الثاني من 2020. تجاوزت دراما بارك جيهون «ثورة الحب» مليون مشاهدة في تطبيق كاكاو وإحتلت المركز الأول في ترتيب أفضل ١٠ مقاطع اسبوعية. حققت الخمس حلقات الأولى جميعها أكثر من مليون مشاهدة حتى الآن وشعبية الدراما أخذت في الإزدياد كما وأشاد المشاهدين بمهاراته الجيدة في التمثيل. غنى جيهون OST لمسلسله بعنوان "Midnight" وأصدرها كجزء من اغاني هذه الدراما.
في 4 نوفمبر 2020 أفرج جيهون عن ألبومه الكامل الأول بعنوان Message وأغنيته الرئيسية Gotcha.
بارك جيهون أقام حفله المباشر الأول على الإنترنت بعنوان "Message" في 3 ديسمبر 2020.

## الأعمال

### مسلسلات
| السنة     | العنوان                       | الدور                         | م.     |
| --------- | ----------------------------- | ----------------------------- | ------ |
| 2006–2007 | جومونغ                        |                               | [ 37 ] |
| 2007      | المسرح النفسي تشونينياهوا     | لي دونغ-غيو (الحلقة 20)       | [ 38 ] |
| 2007–2008 | ابتسامة جبنة كيمتشي           |                               | [ 39 ] |
| 2007–2008 | أنا والملك                    | يونتشي                        | [ 39 ] |
| 2008      | إلجيمي                        | ابن القروي                    | [ 38 ] |
| 2011      | العرض اللامحدود               | كانغ جاي مين (الحلقات 10، 11) |        |
| 2019      | طاقم الزهور: وكالة زواج جوسون | غو يونغ سو                    | [ 40 ] |
| 2020      | الحب الثوري                   | جونغ غو يونغ                  | [ 41 ] |
| 2021      | الربيع الأزرق من مسافة بعيدة  | يو جون                        | [ 42 ] |
| 2022      | الزواج الثاني والرغبات        | عملاء تشوي يو سون             | [ 43 ] |
| 2022      | بطل الصف الاول الضعيف         | يون يي اون                    | [ 44 ] |
| 2024      | أغنية حب للوهم                | ساجو هيون / آك هي             | [ 45 ] |
| 2025      | البطل الضعيف 2                | يون يي اون                    |        |
| 2025      | نكهة الحب                     |                               |        |

### برامج واقعية
| السنة | العنوان            | قناة البث | ملاحظات |
| ----- | ------------------ | --------- | ------- |
| 2017  | انتاج 101 الموسم 2 | إمنت      | مُتسابق  |
| 2019  | إنكيغايو           | SBS       | MC خاص. |

## مسرح
- بيتر بان  (2007-2009)
- هارمونيوم في ذاكرتي  (2010)
- راديو ستار  (2010-2011)
- حلم ليلة منتصف الصيف  (2014)

## روابط خارجية
- بارك جيهون على موقع IMDb (الإنجليزية)
- بارك جيهون على موقع ميوزك برينز (الإنجليزية)
- بارك جيهون على موقع قاعدة بيانات الفيلم (الإنجليزية)